# Kanton Goderville
Der Kanton Goderville war bis 2015 ein französischer Wahlkreis im Arrondissement Le Havre, im Département Seine-Maritime und in der Region Haute-Normandie; sein Hauptort war Goderville, Vertreter im Generalrat des Départements war zuletzt von 1976 bis 2015 (zuletzt wiedergewählt 2008) Philippe Clément-Grandcourt (UMP). 
Der Kanton Goderville war 145,27 km² groß und hatte (2006) 13.978 Einwohner, was einer Bevölkerungsdichte von 96 Einwohnern pro km² entsprach. Er lag im Mittel auf 113 Meter über dem Meeresspiegel, zwischen 32 m in Bec-de-Mortagne und 147 m in Vattetot-sous-Beaumont. 

## Gemeinden
Der Kanton bestand aus 22 Gemeinden:
| Gemeinde                    | Einwohner Jahr | Fläche km² | Bevölkerungsdichte | Code INSEE | Postleitzahl |
| --------------------------- | -------------- | ---------- | ------------------ | ---------- | ------------ |
| Angerville-Bailleul         | 204 (2013)     | 4,59       | 44 Einw./km²       | 76012      | 76110        |
| Annouville-Vilmesnil        | 549 (2013)     | 5,82       | 94 Einw./km²       | 76021      | 76110        |
| Auberville-la-Renault       | 464 (2013)     | 4,96       | 94 Einw./km²       | 76033      | 76110        |
| Bec-de-Mortagne             | 679 (2013)     | 11,94      | 57 Einw./km²       | 76068      | 76110        |
| Bénarville                  | 244 (2013)     | 4,36       | 56 Einw./km²       | 76076      | 76110        |
| Bornambusc                  | 270 (2013)     | 4,11       | 66 Einw./km²       | 76118      | 76110        |
| Bréauté                     | 1.312 (2013)   | 13,91      | 94 Einw./km²       | 76141      | 76110        |
| Bretteville-du-Grand-Caux   | 1.319 (2013)   | 11,41      | 116 Einw./km²      | 76143      | 76110        |
| Daubeuf-Serville            | 373 (2013)     | 7,75       | 48 Einw./km²       | 76213      | 76110        |
| Écrainville                 | 1.034 (2013)   | 12,82      | 81 Einw./km²       | 76224      | 76110        |
| Goderville                  | 2.788 (2013)   | 7,98       | 349 Einw./km²      | 76302      | 76110        |
| Gonfreville-Caillot         | 343 (2013)     | 4,22       | 81 Einw./km²       | 76304      | 76110        |
| Grainville-Ymauville        | 429 (2013)     | 6,29       | 68 Einw./km²       | 76317      | 76110        |
| Houquetot                   | 359 (2013)     | 4,09       | 88 Einw./km²       | 76368      | 76110        |
| Manneville-la-Goupil        | 1.024 (2013)   | 8,75       | 117 Einw./km²      | 76408      | 76110        |
| Mentheville                 | 282 (2013)     | 3,08       | 92 Einw./km²       | 76425      | 76110        |
| Saint-Maclou-la-Brière      | 496 (2013)     | 4,96       | 100 Einw./km²      | 76603      | 76110        |
| Saint-Sauveur-d’Émalleville | 1.191 (2013)   | 7,48       | 159 Einw./km²      | 76650      | 76110        |
| Sausseuzemare-en-Caux       | 423 (2013)     | 3,88       | 109 Einw./km²      | 76669      | 76110        |
| Tocqueville-les-Murs        | 308 (2013)     | 3,47       | 89 Einw./km²       | 76695      | 76110        |
| Vattetot-sous-Beaumont      | 582 (2013)     | 6,94       | 84 Einw./km²       | 76725      | 76110        |
| Virville                    | 361 (2013)     | 2,46       | 147 Einw./km²      | 76747      | 76110        |

## Bevölkerungsentwicklung
| 1962  | 1968  | 1975  | 1982   | 1990   | 1999   | 2006   | 2012   |
| ----- | ----- | ----- | ------ | ------ | ------ | ------ | ------ |
| 8.218 | 8.948 | 8.900 | 10.646 | 11.733 | 12.488 | 13.978 | 15.022 |